# Leonardo S.p.A.
Leonardo S.p.A., anteriormente Leonardo-Finmeccanica e originalmente Finmeccanica, é um conglomerado indústrial italiano. A Leonardo é o segundo maior grupo industrial da Itália (apenas atrás da Fiat) e um dos maiores grupos industriais de alta tecnologia do mundo, com sede na cidade de Roma, a empresa trabalha nas áreas da defesa, aeroespacial, segurança, automação, transporte e energia. A empresa tem escritórios em mais de 100 países. Ele é parcialmente detida pelo governo italiano, que detém 32% das ações da Leonardo.

## Empresas do grupo
| 100%   | Leonardo Global Solutions                     | Gestão imobiliária                 |
| 100%   | Leonardo International                        | Gestão de investimentos            |
| 100%   | Leonardo Logistics                            | Logística                          |
| 100%   | Leonardo UK                                   | Helicopteros, Eletrônica de defesa |
| 72.3%  | Leonardo DRS                                  | Eletrônica de defesa               |
| 100%   | KOPTER Group                                  | Helicopteros                       |
| 100%   | PZL-Świdnik                                   | Helicopteros                       |
| 67%    | Telespazio                                    | Espacial                           |
| 60%    | Larimart                                      | Eletrônica de defesa               |
| 50%    | Avions de Transport Régional (ATR)            | Aeronautica                        |
| 50%    | Leonardo Rheinmetall Military Vehicles (LRMV) | Sistemas de Defesa                 |
| 49%    | Orizzonte Sistemi Navali                      | Integrador de sistemas             |
| 33%    | Thales Alenia Space                           | Espacial                           |
| 32%    | NHIndustries                                  | Helicopteros                       |
| 31.33% | ELT Group                                     | Eletrônica de defesa               |
| 30%    | GEM Elettronica                               | Eletrônica de defesa               |
| 29.63% | Avio                                          | Espacial                           |
| 25%    | MBDA                                          | Sistemas de Defesa                 |
| 22.8%  | Hensoldt                                      | Eletrônica de defesa               |
| 21%    | Eurofighter GmbH                              | Aeronautica                        |

## Galeria

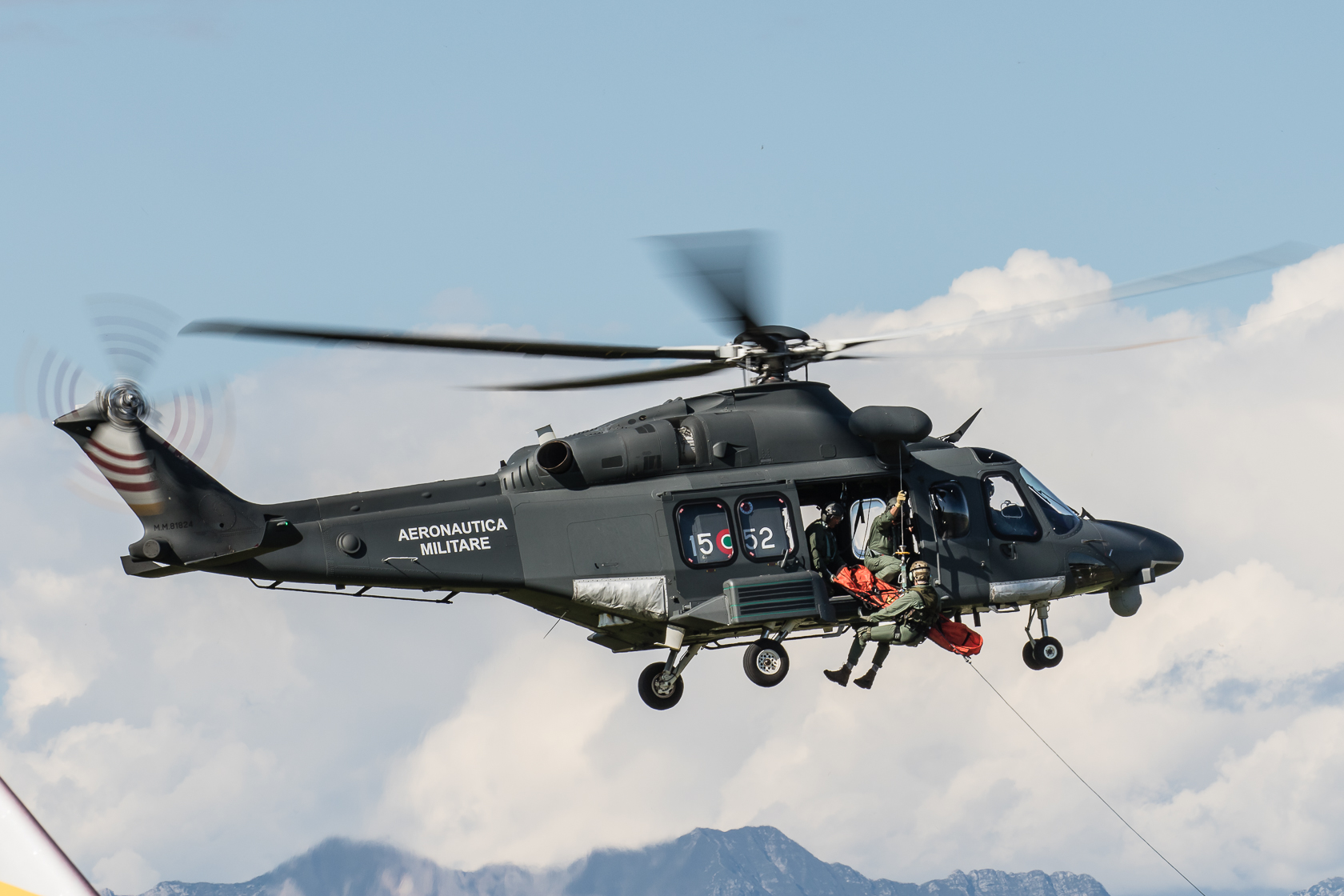
AW-139
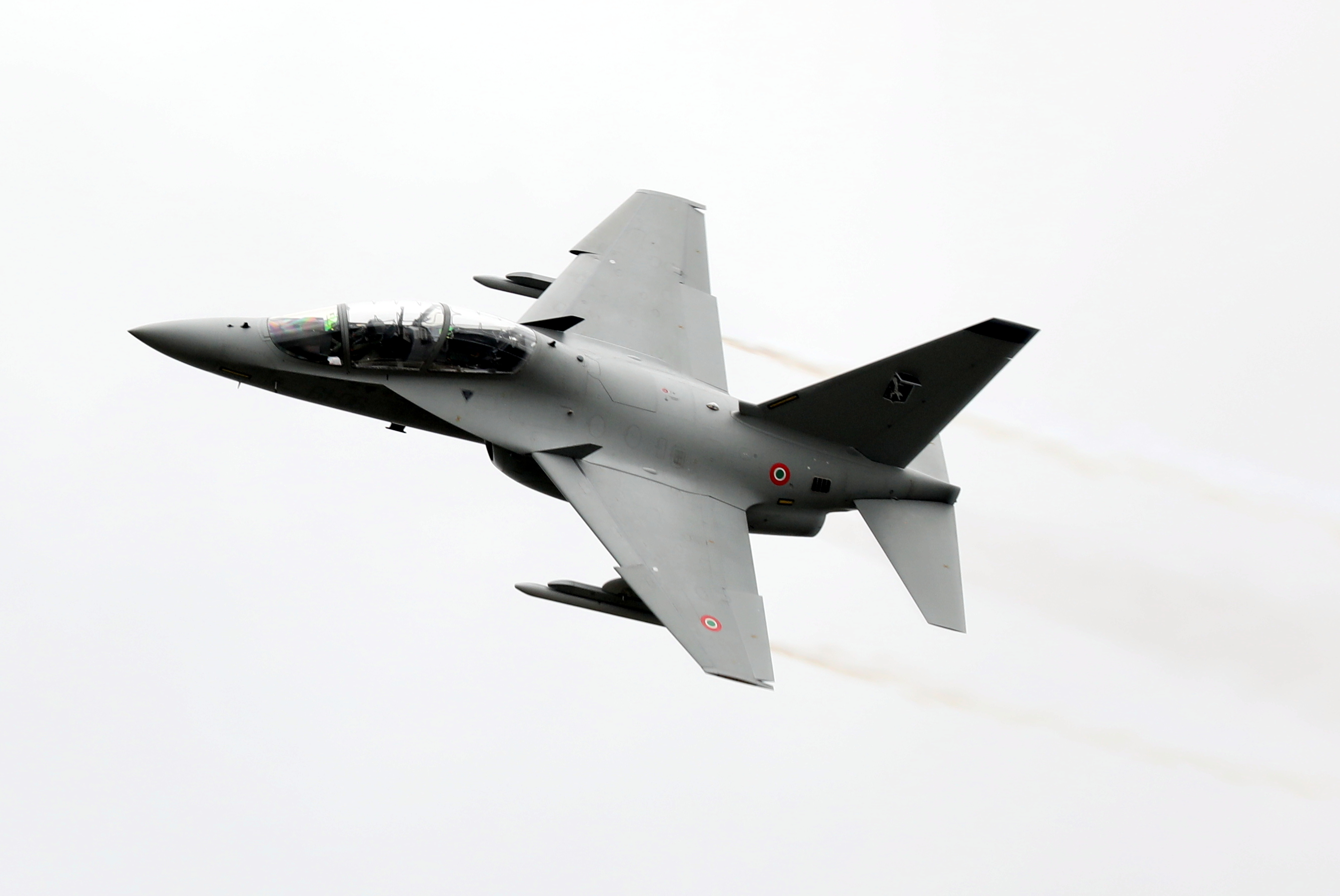
Aermacchi M-346
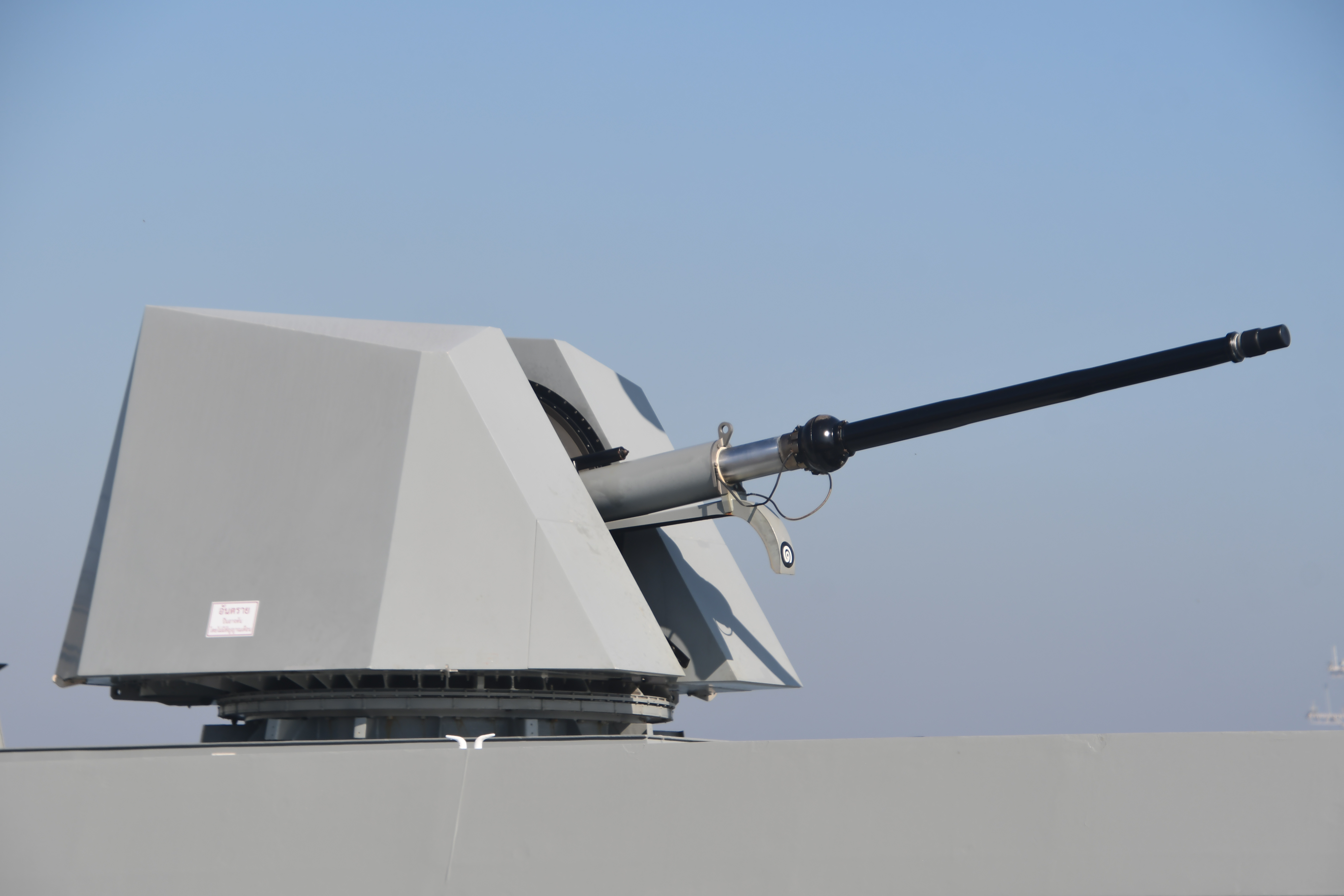
OTO 76/62 Super Rapid Artilharia naval
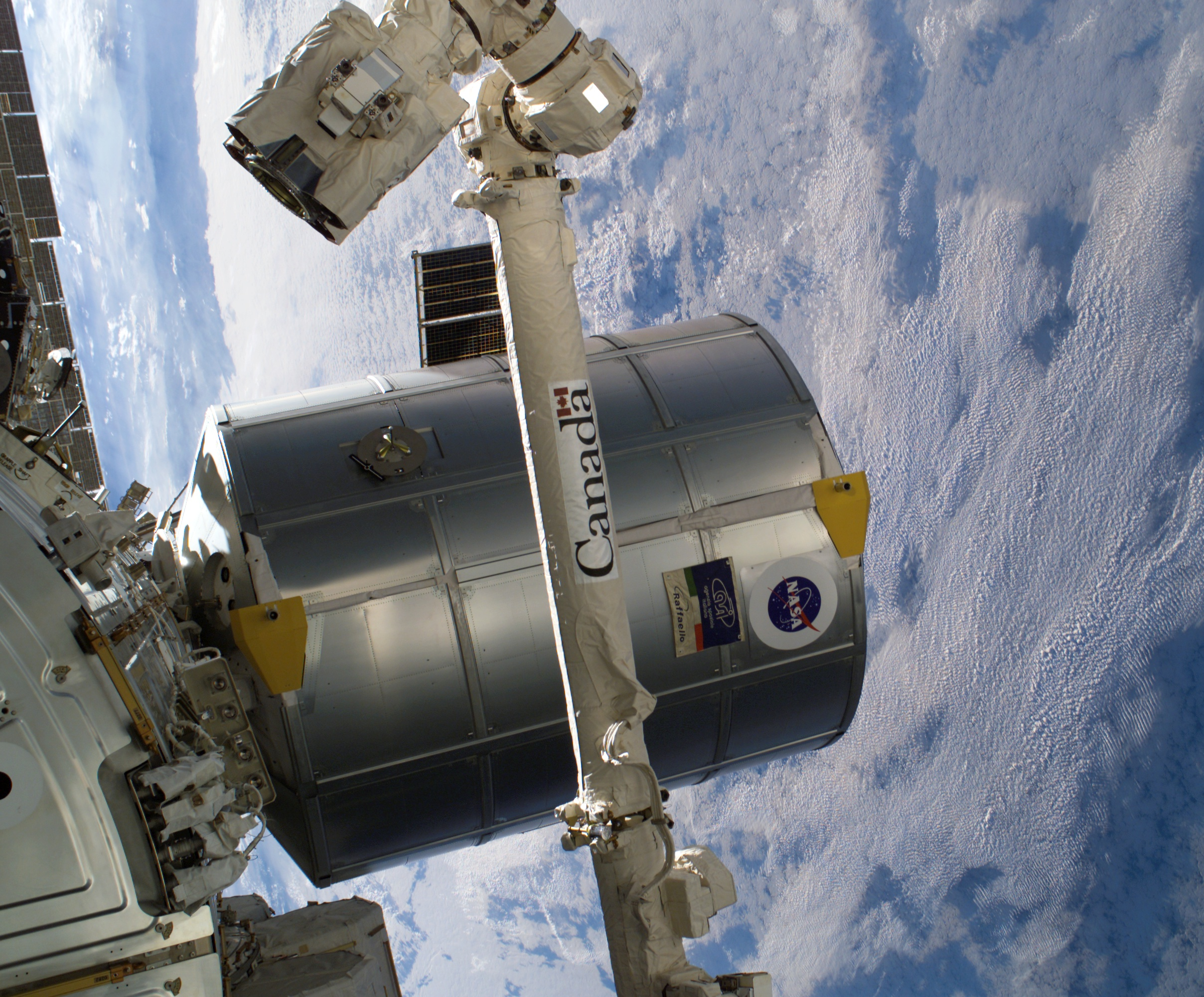
Raffaello MPLM